# Scopula guancharia
Scopula guancharia is een vlinder uit de familie spanners (Geometridae). De wetenschappelijke naam is voor het eerst geldig gepubliceerd in 1889 door Alpheraky.
De soort komt voor in Europa.